# Capim-branco
O capim-branco (Chloris polydactyla) é uma erva cespitosa, da família das gramíneas.
Ocorre no Brasil, desde o estado de Pernambuco até o estado do Rio Grande do Sul. Tal espécie possui folhas lineares, espiguetas ciliadas, que vegeta em campo aberto. Também é conhecida pelos nomes de capim-guaiamum e pé-de-galinha.